# 五氯苯胺
五氯苯胺是一种含氮有机氯化合物，分子式C
6H
2Cl
5N，可由五氯硝基苯还原而来。